# Aspidiotus artus
Aspidiotus artus är en insektsart som beskrevs av Abraham Munting 1971. Aspidiotus artus ingår i släktet Aspidiotus och familjen pansarsköldlöss. Inga underarter finns listade i Catalogue of Life.